# Exacum exiguum
Exacum exiguum är en gentianaväxtart som beskrevs av J. Klackenberg. Exacum exiguum ingår i släktet Exacum och familjen gentianaväxter. Inga underarter finns listade i Catalogue of Life.